# Puruchuco
Puruchuco é um sítio arqueológico do Peru, construído pela cultura Ichma passou a ser um centro administrativo regional do período inca (1450-1533), localizado na bacia inferior do rio Rimac, a 11,5 quilômetros a nordeste de Lima, no atual distrito de Ate.

## Toponímia
Puruchuco é uma palavra quíchua que significa "adorno de penas", referindo-se a uma roupa usada nas cerimônias incas de iniciação da puberdade. 

## História
Puruchuco foi construído pela cultura Ichma durante o período Intermedio Tardío (900-1450 d.C.). Durante a ocupação inca (1450-1532 d.C.), passou a ter as funções de residência e centro administrativo da autoridade local mais alta: o Curaca.  
Entre 1953 e 1960 Puruchuco foi reconstruído pela equipe do Dr. Arturo Jiménez Borja  em uma intervenção controversa que incluiu a consolidação de paredes, colocação de tetos e a construção do primeiro museu da América do Sul. O site está localizado na Carretera Central "km 4.5".
A distribuição dos espaços foi planejada com base em um calendário cerimonial dedicado às atividades religiosas. Com base nesse critério, quatro setores diferenciados foram reconhecidos de acordo com a sua utilização: setor A, dedicado a atividades públicas; setor B, área privada para residentes; setor C, espaço para cerimônias religiosas e setor D, para preparação e armazenamento de produtos agrícolas. 
A complexa conformação de espaços abertos e fechados, o gerenciamento magistral da iluminação natural, o uso de planos limpos em uma sequência espacial fluida baseada no uso de rampas e a adaptação formal e material com seu contexto imediato fazem deste recinto um dos as referências mais importantes da arquitetura contemporânea peruana. 
As várias estruturas do em torno de Puruchuco caíram em ruínas. A maioria dos arredores está severamente vandalizada. Os locais próximos ao Estádio Monumental foram grafitados, enquanto empresas de construção continuam a destruir vários outros locais similares nos bairros Vitarte e Túpac Amaru.

## Cemitério
Próximo ao Palácio  foram descobertos corpos de mais de dois mil homens, mulheres e crianças em um grande cemitério Inca que pode conter até 10 mil mortos,  muitos deles em "pacotes de múmias", grandes casulos que abrigavam até sete indivíduos e pesavam até 180 quilos. Alguns dos pacotes uniam adultos e crianças - talvez famílias inteiras - embrulhados em camadas de algodão cru e tecidos requintados. Cerca de 40 desses grandes pacotes de múmias tinham cabeças falsas. Sabe-se que essas cabeças, algumas cobertas com perucas, estavam presas a pacotes de múmias que envolviam membros da elite inca. 

## Galeria

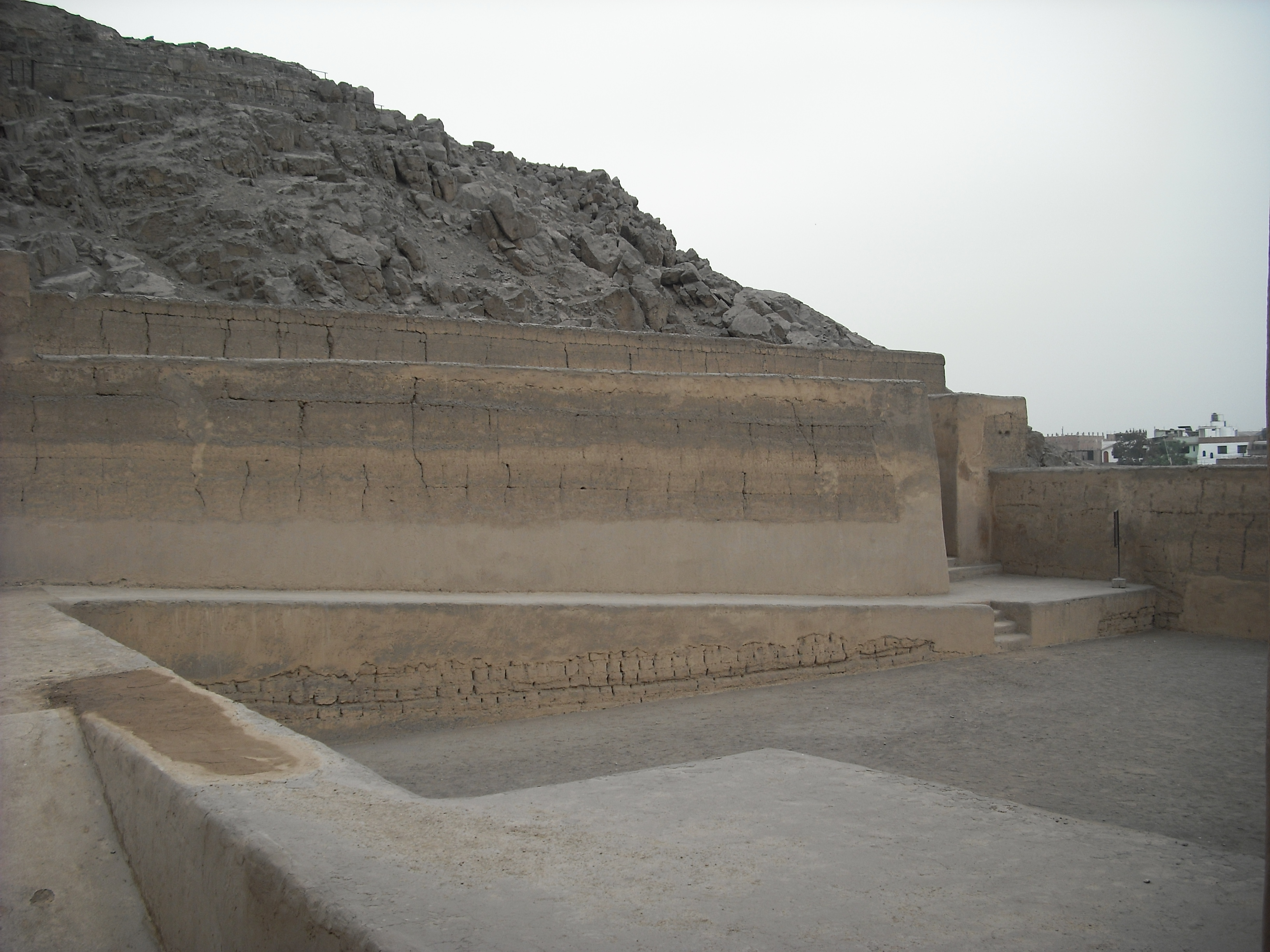
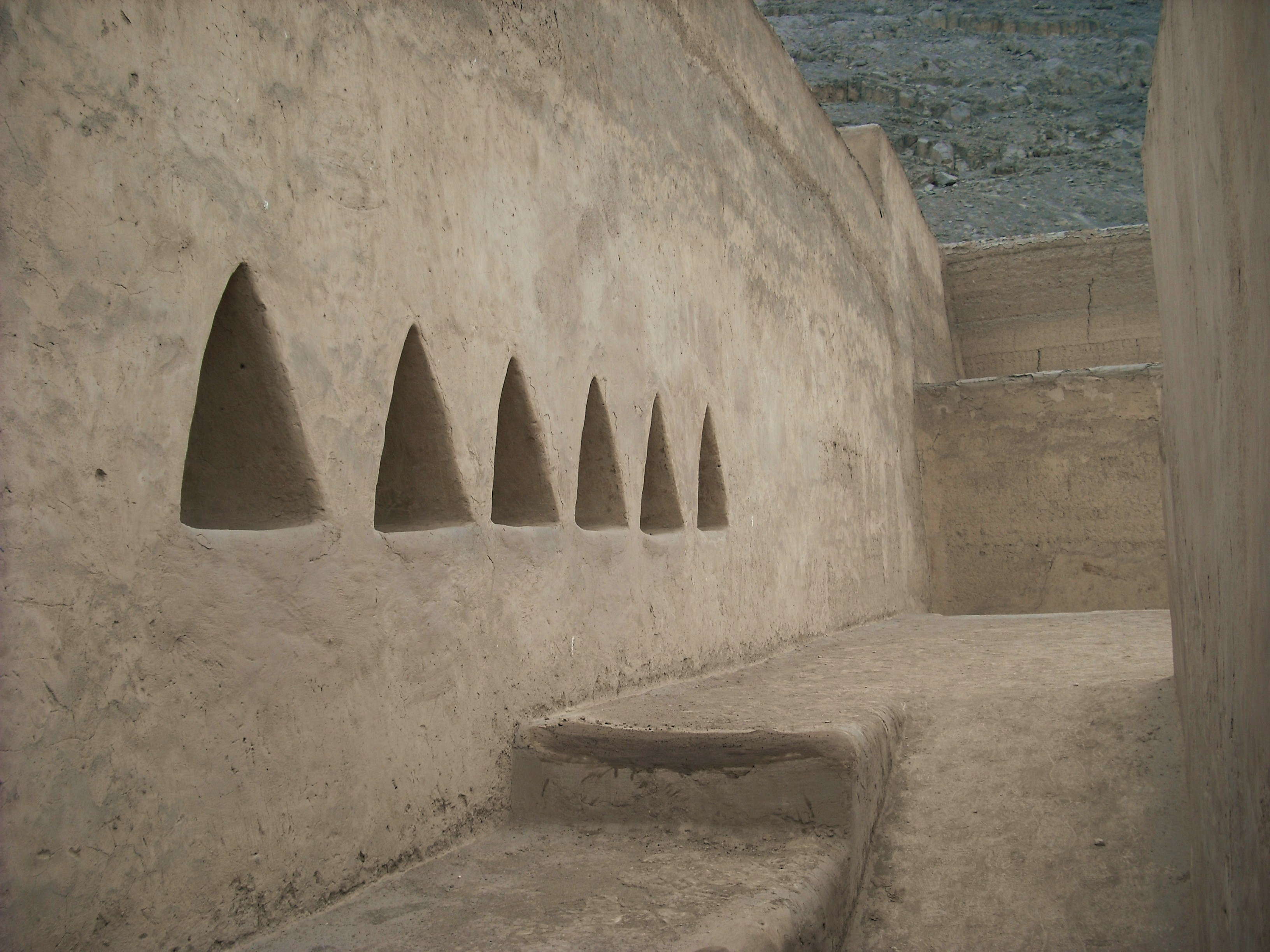
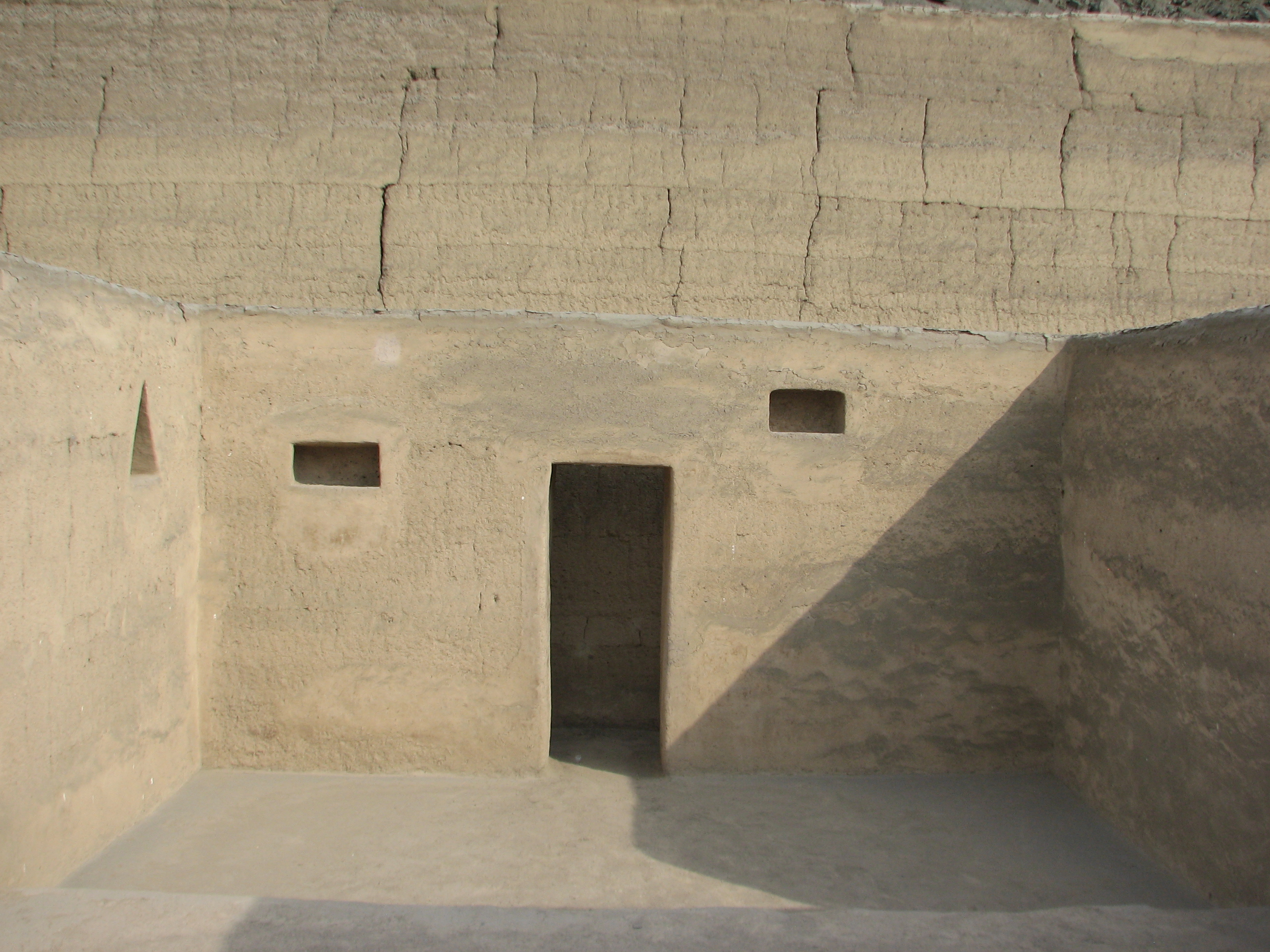
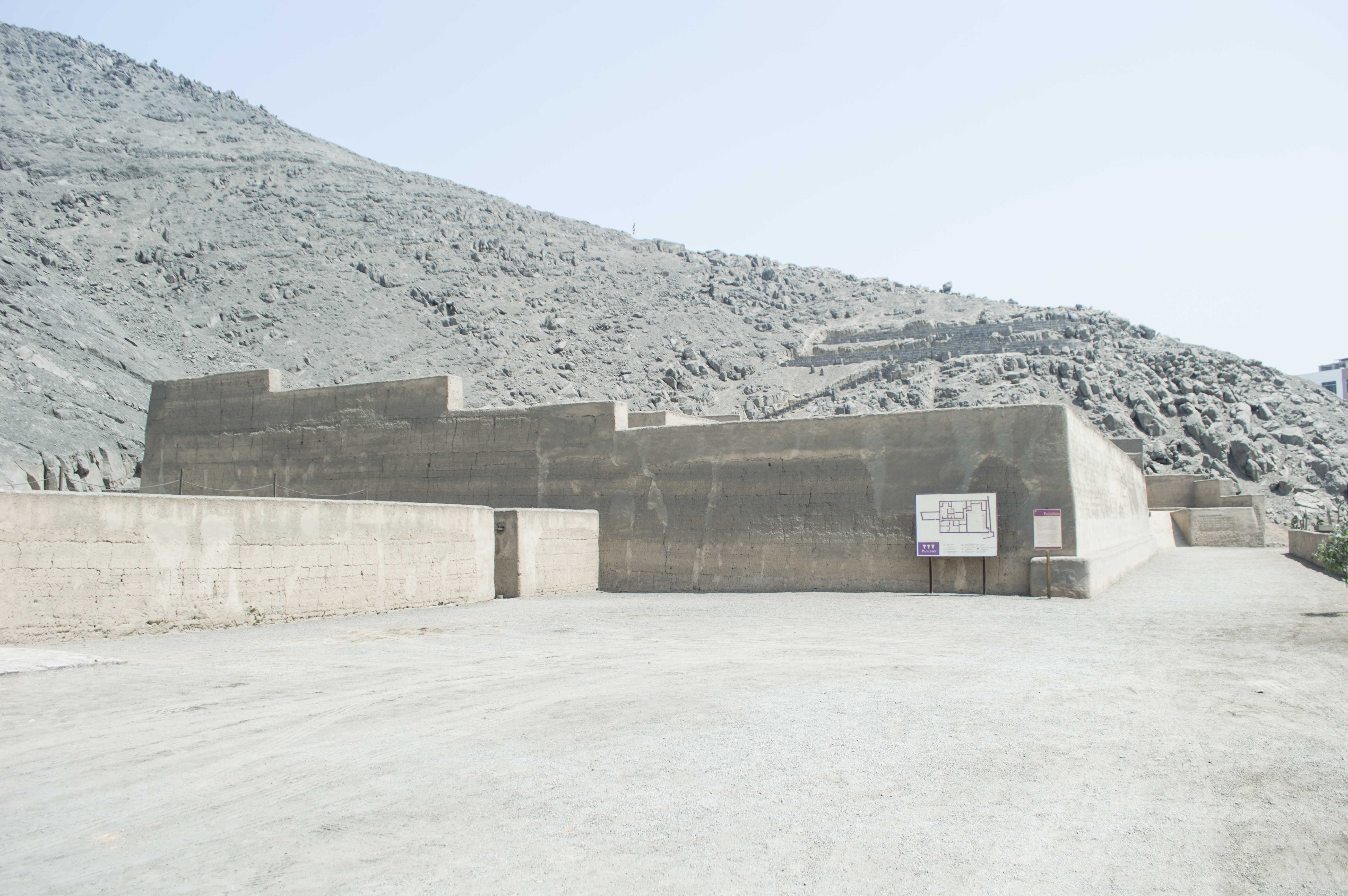